# Alatri
Alatri est une ville italienne d'environ 28 500 habitants située dans la province de Frosinone dans la région Latium, en Italie centrale.

## Étymologie
Le nom actuel de la ville provient du nom romain Aletrium, qui, lui-même trouvait son origine dans une forme préexistante donnée par les populations Herniques, une population italique du Latium antique de langue osco-ombrienne.

## Géographie
Le centre-ville est bâti sur une colline. Le point le plus élevé de la ville se situe à 502 mètres d'altitude.

## Histoire

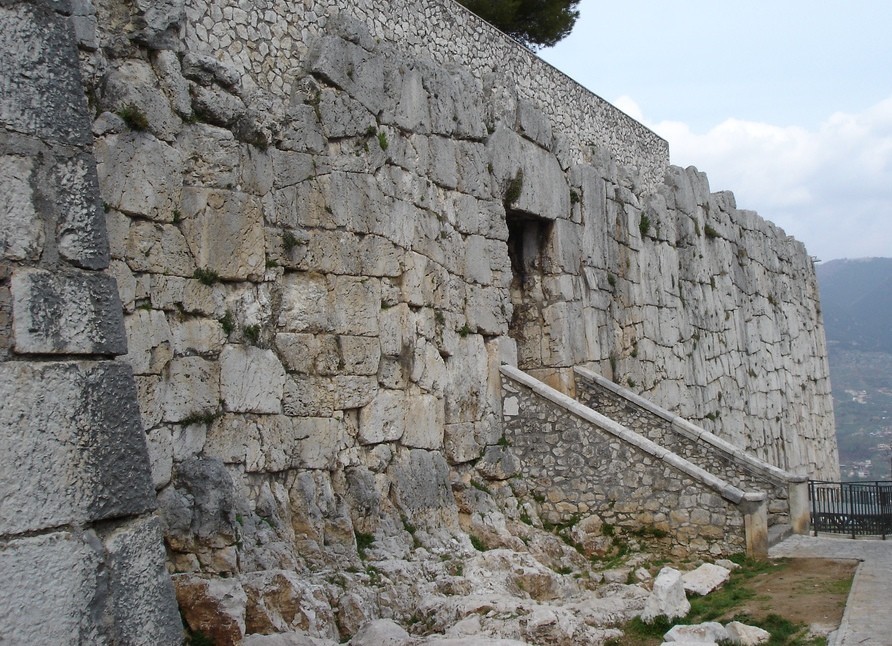
Acropole d'Alatri.

Alatri est connue dans l’Antiquité sous le nom latin de Aletrium, cité du peuple hernique, allié de Rome à partir de 486 av. J.-C.
En 306 av. J.-C., cette cité refusa de se joindra aux autres villes herniques pour déclarer la guerre contre Rome. Après la défaite des Herniques, Rome récompensa la fidélité d’Aletrium par un traitement de faveur : statut de municipe avec le droit d’élire ses magistrats, accord aux habitants de la citoyenneté romaine et du droit de mariage légal avec les Romains, privilèges enviables à cette époque.

## Économie
Alatri est l'un des principaux sites touristiques du Latium méridional : la ville possède d'anciennes fortifications polygonales bien préservées.

## Monuments et patrimoine
- La co-cathédrale Saint-Paul, édifiée dès le Xe siècle.

## Administration
| Période                                  | Période  | Identité             | Étiquette     | Qualité |
| ---------------------------------------- | -------- | -------------------- | ------------- | ------- |
| 30 mai 2006                              | En cours | Costantino Magliocca | Centro-Destra |         |
| Les données manquantes sont à compléter. |          |                      |               |         |

### Hameaux
- quartiers (rioni) : Scurano, Valle, Colle, Fiorenza, Spidini, Vineri, Santa Lucia, Sant'Andrea, San Simeone, Civette
- contrade : Chiappitto, Pacciano, Porpuro, Valle Santa Maria, Carvarola, Capranica, Fontana Vecchia, Maddalena, Piedimonte, Madonna delle Grazie, Melegranate, Montecapraro, Vignola, Valle Carchera, Montesantangelo, Montelarena, Pezza, Allegra, Basciano, Pignano, Castello, Collefreddo, Madonna del Pianto, Montelungo, Montereo, Monte San Marino, Pezzelle, Preturo, Sant'Antimo, San Valentino, Vallecupa, Vallefredda, Valle Pantano, Vallesacco, Valle San Matteo, Villa Magna, Cassiano, Castagneto, Fraschette, Seritico, Santa Caterina, Vicero, Aiello, Canarolo, Collelavena, Costa San Vincenzo, Maranillo, Cavariccio, Colletraiano, Imbratto, Piano, San Colomba, Scopigliette, Cucuruzzavolo, le Grotte, Magione, Mole Santa Maria, San Pancrazio, Vallemiccina, Sant'Emidio, Canale, Prati Giuliani, Quarticciolo, Quarti di Tecchiena, Tecchiena, Campello, Mole Bisleti, Cuione, Fontana Santo Stefano, Fontana Sistiliana, Frittola, San Manno, Arillette, Collecuttrino, Colle del Papa, Laguccio, Montelena, Quercia d'Orlando, San Mattia, Carano, Fontana Scurano, Magliano, Cellerano, Fiume, Fiura, Fontana Santa, Riano, Abbadia, Case Paolone, Fontana Sambuco, Gaudo, Intignano, Colleprata

### Communes limitrophes
Collepardo, Ferentino, Frosinone, Fumone, Guarcino, Morino, Trivigliano, Veroli, Vico nel Lazio

## Jumelages
- Alife (Italie) depuis 1985
- Pietrelcina (Italie) depuis 2002
- Clisson (France) depuis 2000
- Saint-Lumine-de-Clisson (France) depuis 2000
- Gétigné (France) depuis 2003
- Gorges (France) depuis 2003
- Aigrefeuille-sur-Maine (France)
- Dirfi (Grèce)

## Série télévisée
Ce lieu apparaît dans le 13e épisode de la 14e saison de la série télévisée Ancient Aliens.